# Carlo Delfino editore
Der Carlo Delfino editore ist ein italienischer Verlag.

## Geschichte
Der Verlag wurde 1981 von Carlo Delfino in Sassari gegründet und hat nach dem Erfolg der Libreria Scientifica Internazionale seine Verlagstätigkeit auf archäologische Werke wie z. B. Nachdrucke bereits veröffentlichter Werke sowie auf neue Aufsätze ausgeweitet. Später kamen Reihen zu den Themen Umwelt, Geschichte, Kunst, Handwerk, Volkstraditionen, Linguistik, Belletristik, Poesie, Architektur, Sachbücher, Wissenschaft, Technik und Tourismus hinzu.
Eine weitere wichtige Aktivität des Verlags ist die Herausgabe von thematischen Karten und Karten zu Veranstaltungen und Ausstellungen. Einige dieser Ausstellungen fanden in Cagliari, Venedig (im Falle der Modigliani gewidmeten Ausstellung), Florenz, Domodossola und Mailand statt. Im Rahmen dieser Tätigkeit hat der Verlag im Laufe der Jahre mit zahlreichen Institutionen und Verbänden zusammengearbeitet: mit Archeologia Viva und Firenze Fiere für Tourismus, mit der Regione Autonoma della Sardegna und dem italienischen Militärgeographischen Institut für die Ausstellung L'ISOLA MISURATA. La cartografia storica della Sardegna, mit der Gemeinde und Proloco von Olzai für eine Guido Colucci gewidmete Ausstellung und mit zahlreichen anderen Institutionen.
Seit 1996 gibt er die Kultur- und Informationszeitschrift Librando heraus, die 2001 anlässlich des 30-jährigen Bestehens des Verlags eine Sonderausgabe erhielt. Im Jahr 2021 wurde die digitale Version derselben Zeitschrift mit einer Reihe von Artikeln eingeweiht, die darauf abzielen, Autoren und Leser zusammenzubringen.

## Belege
1. ↑   Carlo Delfino - Editores:  in Books in Sardinia, aufgerufen am 2. Mai 2021
2. ↑  Carlo Delfino Editore. In: AES-Associazione Editori Sardi. Abgerufen am 2. Mai 2021 (italienisch).
3. ↑  Chi siamo. Abgerufen am 2. Mai 2021 (italienisch).
4. ↑  Regione Autonoma della Sardegna
5. ↑  L'ISOLA MISURATA. La cartografia storica della Sardegna
6. ↑  Librando